# Gazzo
Gazzo (detto anche Gazzo Padovano per distinguerlo da altri centri omonimi, El Gàxo in veneto), è un comune italiano di 4 315 abitanti della provincia di Padova in Veneto.

## Geografia fisica
Il comune di Gazzo si trova nella Pianura Padana nella zona delle risorgive, posto a 25 chilometri a nord-ovest di Padova e a 17 chilometri da Vicenza.
Confina con i seguenti Comuni:
- a nord: San Pietro in Gu (PD);
- a nord-est: Grantorto (PD);
- ad est: Piazzola sul Brenta (PD);
- a sud: Camisano Vicentino (VI) e Grumolo delle Abbadesse (VI);
- ad ovest: Quinto Vicentino (VI) e Torri di Quartesolo (VI).

Il toponimo Gazzo deriva dal longobardo gahagium, cioè "terreno di proprietà recintato" o "terreno/bosco sacro"; si può ipotizzare che il termine abbia subito la trasformazione in gahaio, gagium, e far notare la corruzione del termine germanico nel latino gazium.
I gazzi sarebbero perciò proprietà chiuse, terreni cintati secondo il sistema fondiario longobardo; l'equivalente germanico delle curtes romane, comprendenti non soltanto boschi, ma un complesso di terre e acque formanti quella unità economico-giuridica conosciuta nel basso impero romano con il nome di corte o villa.
Ancor oggi nello stemma del Comune al centro è collocato un albero, mentre alcuni decenni fa c’era anche disegnato un cacciatore, come chiaro riferimento alla numerosa fauna che il territorio boscoso possedeva.
Anche la vicina frazione di Gaianigo, in passato si chiamava Gaggianigo e nella versione rinascimentale Gajanigo.
Il territorio è caratterizzato dalla presenza di prati ben irrigati che favoriscono un notevole allevamento bovino, soprattutto di vacche da latte con relativi caseifici: la zona si differenzia così dalle altre limitrofe, in genere coltivate a mais. Attualmente è attiva la latteria “Centro” di Gazzo.
Molti sono i corsi d’acqua che scorrono a Gazzo; tra questi ricordiamo il Ceresone che nasce nelle vicinanze di Sandrigo (Vicenza).
Nella zona a nord-est del capoluogo c’è una risorgiva chiamata “El fontanon del diavoeo”, che però si sta esaurendo a causa dell’abbassamento della falda.

## Storia
Il primo documento che parla di Gazzo risale al 1187, quando si iniziò a disboscare la località ed il vescovo di Vicenza Pistore investì Guido Alberti di Montorso di possedimenti che “giacciono nel bosco di Gazo”.
Nel Medioevo il territorio fu teatro di lotte tra Sigismondo d’Ungheria e i Carraresi di Padova; poi la posizione decentrata del paese lo favorì, evitandogli di essere ancora passaggio di eserciti o teatro di battaglie. Continuò l’opera di disboscamento, tanto che nel XIX secolo il paesaggio era cambiato completamente diventando quasi paludoso. All’epoca dell’Unione del Veneto all’Italia, Gazzo era celebre per le proprie risaie: molte erano di proprietà della nobile famiglia veneta dei Diedo. Le abitazioni per la maggior parte erano costituite da casoni dal tetto di paglia. Le condizioni di vita degli abitanti erano dure e precarie: vivevano in un territorio pianeggiante con canali e fossi (Ceresone, Riello, Moneghina, Puina, Armedola, Geda), dove le scarse colture erano rappresentate da riso, foraggi, granturco, uva e da una stentata bachicoltura. Forse l'unica risorsa era l'allevamento bovino.
Gazzo, con San Pietro in Gu, Grantorto e Carmignano di Brenta, appartenne alla Provincia di Vicenza fino al 1853, quando venne aggregato dapprima a Cittadella e subitoo dopo a Padova.
A Villalta dal 24 novembre 1917 fu presente il quartier generale del 51° Wing del tenente colonnello Reginald Percy Mills dal quale dipendevano il No. 34 Squadron RAF ed il No. 42 Squadron RAF. Gli aeroplani facevano capo al vicino Campo di aviazione di Grossa.

### Simboli
Lo stemma è stato concesso con regio decreto del 15 luglio 1928.
La figura dell'albero è legata alla presenza di vasti pioppeti originariamente abitati da popolazioni longobarde: lo stesso toponimo Gazzo deriverebbe da Wald, termine tedesco indicante il "bosco".
Il gonfalone è un drappo interzato in fascia d’azzurro, di bianco e di verde.

## Società

### Evoluzione demografica
Abitanti censiti

## Geografia antropica
Il territorio del Comune comprende Gazzo capoluogo e quattro frazioni: Grossa, Villalta, Gaianigo e Grantortino. Ci sono quindi 5 parrocchie: S. Martino Vescovo (Gazzo), SS. Pietro e Paolo (Grossa), SS. Faustino e Giovita (Villalta), S. Michele Arcangelo (Grantortino) e S. Zaccaria (Gaianigo).
Monumenti e luoghi di interesse
-Latteria Sociale Coop. di Gazzo
-Casa di Gaia

## Amministrazione

### Gemellaggi
- Mioveni

## Sport
La principale squadra di calcio della città è l'A.C.D. Gazzo Calcio che milita nel girone M di Seconda Categoria.
È nata nel 1982.
Presente e molto attiva anche l'associazione di pallavolo G.S. Gazzo, la quale comprende 6 categorie: minivolley, under13 F, under16 F, seconda divisione F e prima divisione.
Infine possiamo trovare un istituto di danza ed una palestra di karate.